# 督憲光臨紀念碑
24°50′22″N 121°06′36″E / 24.839551°N 121.109905°E

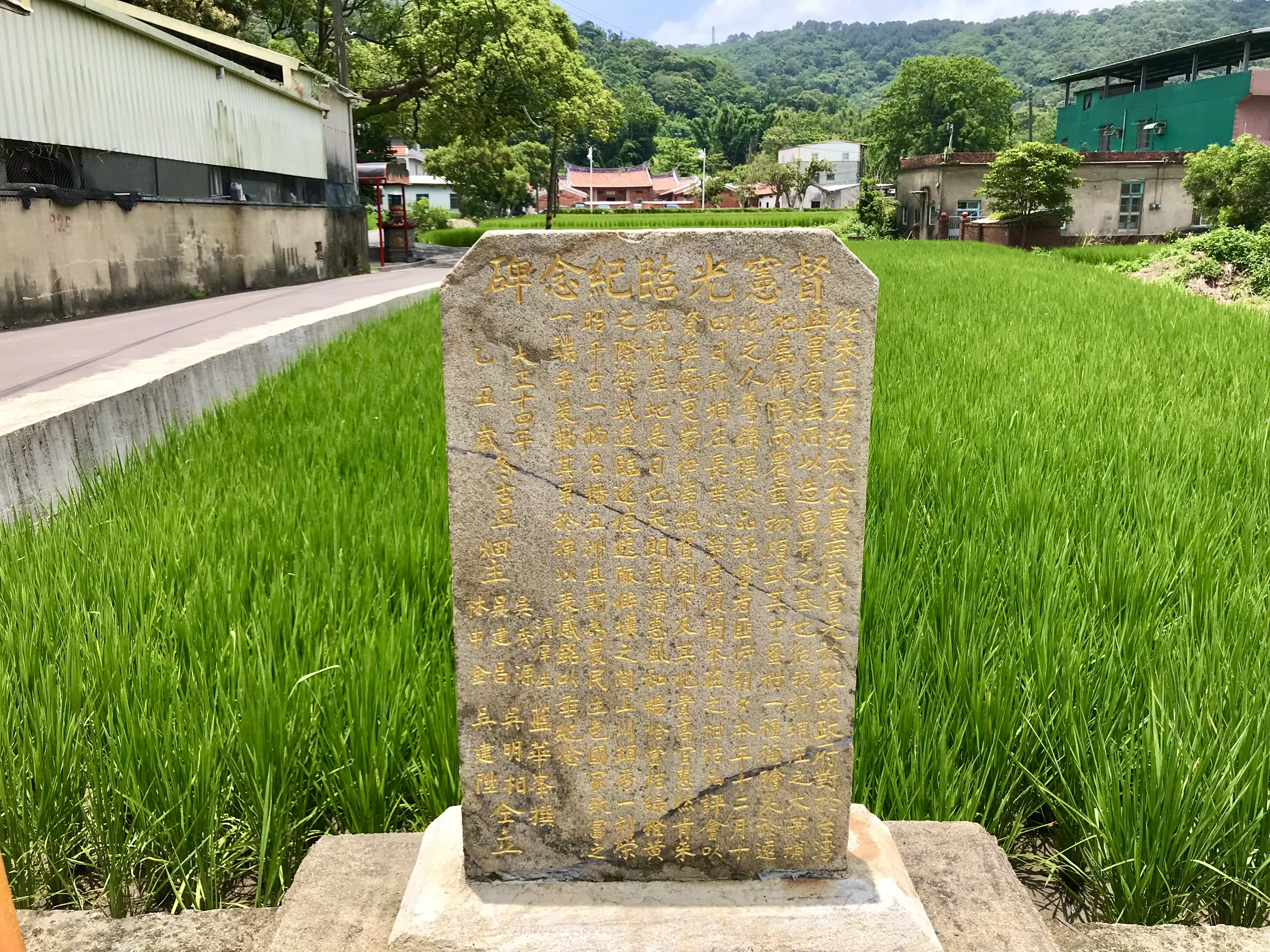
督憲光臨紀念石碑（攝於2023年5月）

督憲光臨紀念碑，位於臺灣新竹縣新埔鎮巨埔里吳濁流故居前，係居民為感謝臺灣總督伊澤多喜男在1925年促銷當地椪柑而立。

## 樣貌
督憲光臨紀念碑位在新竹縣新埔鎮往桃園市龍潭區的竹20線上，離吳濁流故居正前方約500公尺，大茅埔24號之1民宅旁。碑體高約111公分、寬約67公分、厚約12公分。

## 由來
新埔有三分之二面積屬適合果樹栽培的丘陵地。據文史工作者黃有福考據，新埔的椪柑最早可追溯至嘉慶十七年（1812年）由廣東省陸豐縣人楊林福在鹿鳴坑時所植。大正十四年（1925年）12月14日，臺灣總督伊澤多喜男親臨新埔庄長葉心榮舉辦的柑桔品評會。三天內因總督來，新埔的柑橘銷往日本大增五百卅箱，另五百箱銷往淡水郡。依國史館台灣文獻館所載，為感謝伊澤多喜男，吳濁流父親吳秀源等人請藍華峰撰文，該年冬刻碑作紀念。

## 保存
1966年，為因應蔣經國下鄉，吳濁流侄孫吳載堯找人用水泥將這碑上的「督憲光臨」四字抹去，之後再將字重新摹出。
1960年代，紀念碑碑身被一輛卡車在迴轉時不慎撞斷。文史工作者林柏燕曾來此訪年邁的吳濁流，看見碑旁的馬路正在拓寬，碑身已部份埋在土裡，且字體已模糊不清。
1997年，龍新路施工時基座被掏空，導致碑身摔落又斷，前後共斷三截。該年8月5日，林柏燕認為碑體棄在大茅埔10號前任其荒廢，遂連同新竹縣文化中心主任范國銓、鎮公所民政課長詹益資及縣府民政局人員，欲運到文化中心重整後展覽，但遭吳家反對。8月26日，巨埔里里長曾國渠請人整理石碑底座。12月1日，曾國渠請人將石碑黏起並豎立。
2000年11月7日，縣議員陳英樓在巨埔里長曾國渠陪同下來此會勘，決定整修闢為觀光景點。